# BC Budivelnyk
BK Budivelnyk Kyjiv - é um time de basquete profissional profissional com sede em Kyiv, capital da Ucrânia fundado em 1945. É o clube mais bem sucedido da Ucrânia. O time já venceu a UA Basketball SuperLegue 5 vezes já venceram também 3 vezes a Copa da Ucrânia.  

## Ligações Externas
- Sítio Oficial do Budivelnyk
- BK Budivelnyk no Facebook
- Página do BK Budivelnyk no Sítio da basketball.eurobasket.com